# Mike Piazza
Michael Joseph Piazza /piːˈɑːtsə/ (nascido em 4 de setembro de 1968) é um ex-jogador ítalo-americano de beisebol profissional, que atuou como  catcher e primeira base na Major League Baseball (MLB) entre 1992 e 2007. Jogou mais notadamente pelo New York Mets e Los Angeles Dodgers, e teve breve passagens pelo Florida Marlins, San Diego Padres e Oakland Athletics. Foi convocado 12 vezes para  All-Star Game e venceu 10 vezes o Silver Slugger Award como catcher.  Piazza produziu fortes números ofensivos em sua posição: 427 home runs— um recorde em que 396 deles foram rebatidos enquanto jogava como catcher—com aproveitamento de 30,8% e 1335  RBIs.
Mike Piazza é proprietário do time de futebol italiano  A.C. Reggiana 1919.